# Paracytheridea norvegica
Paracytheridea norvegica is een mosselkreeftjessoort uit de familie van de Paracytherideidae. De wetenschappelijke naam van de soort is voor het eerst geldig gepubliceerd in 1972 door Neale.